# Saint-Victeur
Saint-Victeur is een gemeente in het Franse departement Sarthe (regio Pays de la Loire) en telt 290 inwoners (1999). De plaats maakt deel uit van het arrondissement Mamers.

## Geografie
De oppervlakte van Saint-Victeur bedraagt 7,1 km², de bevolkingsdichtheid is 40,8 inwoners per km².
De onderstaande kaart toont de ligging van Saint-Victeur met de belangrijkste infrastructuur en aangrenzende gemeenten.

## Demografie
Onderstaande figuur toont het verloop van het inwonertal (bron: INSEE-tellingen).